# Kubaödlegök
Kubaödlegök (Coccyzus merlini) är en fågel i familjen gökar inom ordningen gökfåglar.

## Utseende och läte
Kubaödlegöken är en stor och långstjärtad gök med lång och rak näbb. Undersidan är bjärt orangebeige. Bland lätena hörs högljudda och utdragna "eh-eh-eh..." och genomträngande "puck-grawwwwwww".

## Utbredning och systematik
Kubaödlegöken förekommer som namnet avslöjar på Kuba, men också i Bahamas. Den delas upp i fyra underarter i två grupper, med följande utbredning:
- Coccyzus merlini bahamensis – förekommer i Bahamas (Andros och Eleuthera, åtminstone tidigare även New Providence)
- merlini-gruppen
  - Coccyzus merlini santamariae – öar utanför nordcentrala Kuba
  - Coccyzus merlini merlini – Kuba
  - Coccyzus merlini decolor – Isle of Pines

Birdlife International och IUCN urskiljer bahamensis som en egen art, Coccyzus bahamensis. 
Tidigare placerades ödlegökarna i släktet Saurothera, men inkluderas numera med regngökarna i Coccyzus.

## Levnadssätt
Kubaödlegök hittas i tätbevuxet skogslandskap och högvuxna buskmarker. Den är ensamlevande och tillbakadragen, men kan också vara lätt att komma inpå livet. Ibland syns den springa fram på marken på jakt efter byten. Flykten består av långa glid på sina rundade vingar.

## Status
IUCN bedömer hotstatus för underartsgrupperna (eller arterna) var för sig, bahamensis nära hotad och övriga underarter tillsammans som livskraftig.